# Hans Schmid (Fußballspieler, II)
Hans Schmid (Lebensdaten unbekannt) war ein deutscher Fußballspieler des FC Bayern München.

## Karriere
Schmid, aus der Jugendmannschaft des SC Bajuwaren München hervorgegangen, wechselte zur Saison 1925/26 als Stürmer zum FC Bayern München in die seinerzeit erstklassige Bezirksliga Bayern. Als Sieger dieser Spielklasse nahm er mit den Bayern an der Endrunde um die Süddeutsche Meisterschaft teil, die ebenfalls gewonnen wurde. Als Teilnehmer an der Endrunde um die deutsche Meisterschaft 1925/26 bestritt er das mit 0:2 bei Fortuna Leipzig verlorene Achtelfinalspiel.
1928 gewann er mit den Bayern die Südbayerische Meisterschaft und errang in der Endrunde um die Süddeutsche Meisterschaft auch diese. In der sich anschließenden Endrunde um die deutsche Meisterschaft 1927/28 bestritt er das mit 3:0 bei Wacker Halle gewonnene Achtelfinale, das mit 5:2 in München gegen die SpVgg Sülz 07 gewonnene Viertelfinale sowie das mit 2:8 gegen den Hamburger SV verlorene Halbfinale in Duisburg. In den letzten beiden Begegnungen erzielte er jeweils ein Tor. Nachdem er mit den Bayern auch 1929 Südbayerischer Meister geworden war und in der Endrunde um die Süddeutsche Meisterschaft fünf Punkte hinter dem 1. FC Nürnberg belegt hatte, bestritt er erneut zwei Endrundenspiele um die Deutsche Meisterschaft 1928/29, in denen er beim 3:0-Sieg gegen den Dresdner SC im Achtelfinale und bei der 3:4-Niederlage n. V. gegen den Breslauer SC 08 im Viertelfinale jeweils ein Tor erzielte.
Nach der Südbayerischen Meisterschaft 1930, 1931 und 1932 und als Sieger der Gruppe Süd/Ost in der Endrunde um die Süddeutsche Meisterschaft 1931/32 zog er gegen den Sieger der Gruppe Nord/West, Eintracht Frankfurt, ins Endspiel ein. Aufgrund von Zuschauertumulten wurde das Spiel beim Stand von 2:0 für die Hessen in der 83. Minute abgebrochen und zugunsten der Frankfurter gewertet. Als Zweiter der Süddeutschen Meisterschaft war er mit den Bayern als Teilnehmer an der Endrunde um die Meisterschaft 1931/32 dennoch qualifiziert. Er bestritt alle vier Spiele einschließlich des am 12. Juni 1932 in Nürnberg mit 2:0 gewonnenen Finales gegen Eintracht Frankfurt. In den zuvor ausgetragenen Begegnungen, dem 4:2-Achtelfinalsieg gegen Minerva 93 Berlin, dem 3:2-Viertelfinalsieg beim PSV Chemnitz, zu dem er mit dem vorentscheidenden 3:1 in der 37. Minute beitrug, und dem 2:0-Halbfinalsieg gegen den 1. FC Nürnberg, spielte er ebenfalls jeweils 90 Minuten lang.

## Erfolge
- Bayerischer Meister 1926
- Südbayerischer Meister 1928, 1929, 1930, 1931, 1932
- Süddeutscher Meister 1926, 1928
- Deutscher Meister 1932

## Sonstiges
Hans Schmid erhielt aus Verwechslungsgründen den Zusatz „II“, da kurioserweise zwei weitere Hans Schmid beim FC Bayern München spielten.